# 愛宕山 (南魚沼市)

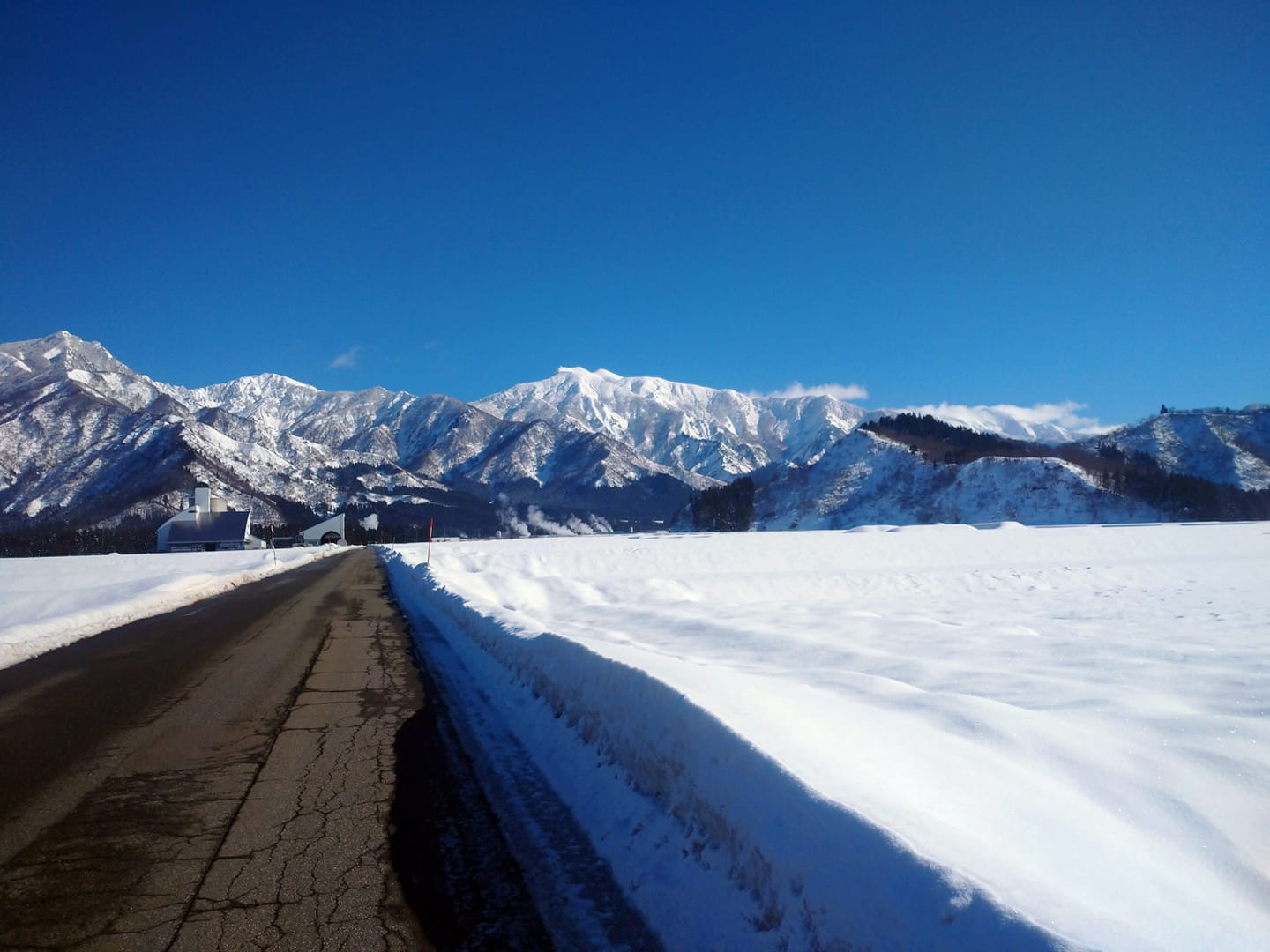
愛宕山〈カントリーエレベータ〉

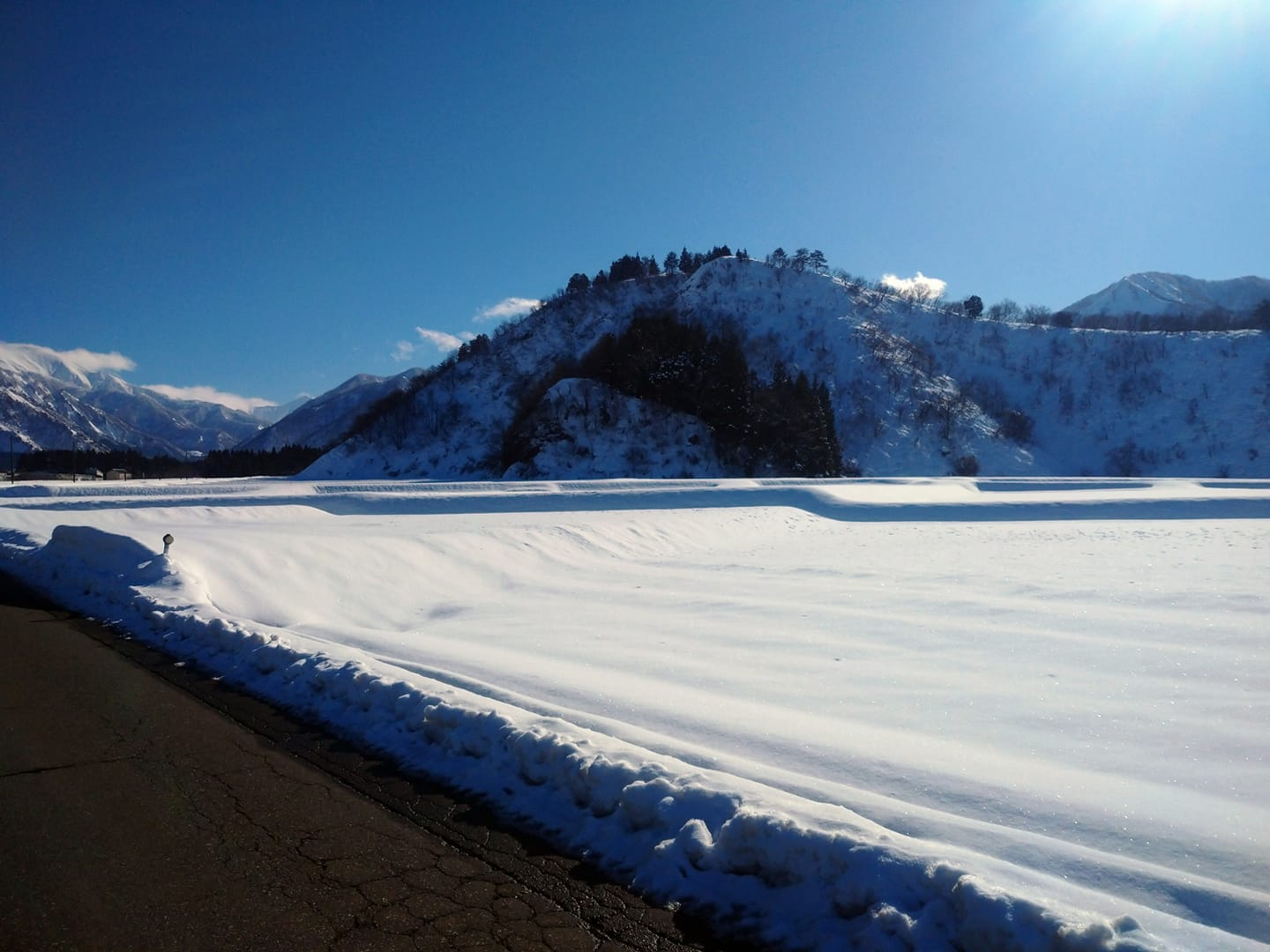
愛宕山〈県道沢口塩沢線〉

愛宕山（あたごやま）は、新潟県南魚沼市に位置する里山。標高336.3メートル。

## 概要
愛宕山は、尻高氏の居城、木六城址の山である。木六城は、15世紀中頃関東管領上杉氏の代官として、上田荘に派遣された尻高氏の居城。
現在、山頂の本丸の下に帯曲輪、及びその北西部に乱穴（らんな）と呼ばれる横穴が確認される。また、北東部の山腹に狼煙場があったとの言い伝えがある。尻高氏の平時の居館は、旧大木六小学校の所在地（旧字殿屋敷）にあり、旧塩沢町付近一帯（上田荘）を治めていた。
長禄3年（1459年）木六城主尻高新三郎が関東出撃の際、羽継原（群馬県館林市）で戦死した。
尻高城主尻高亀鬼丸と木六城主尻高平実綱は、寛正4年（1463年）父新三郎の菩提を弔うため、長慶庵（現龍泉院の前身）を建立した。尻高氏は上野国尻高（群馬県吾妻郡高山村尻高）を本拠にした土豪である。

## 登山コース
- 麓の駐車場〈吉山新田〉より、山頂まで約30分。

## 周辺
- 金城山・巻機山・魚沼連峰県立自然公園・古峰山・城山
- 雲洞庵・槻岡寺・登川・清水峠・細越峠

## 河川
- 登川
- 串川

## 道路
- 新潟県道235号沢口塩沢線
- 国道291号

## 交通アクセス
- 鉄道

上越新幹線越後湯沢駅より、上越線・北越急行ほくほく線六日町駅下車、六日町駅角から南越後観光バス「湯沢＝塩沢＝六日町線」（大木六・舞子経由）で約15分。バス停留所（吉山）より徒歩約15分。
- 自動車

関越自動車道塩沢石打インターチェンジから新潟県道28号塩沢大和線で約10分。